# Liste der Kulturdenkmale in Holm (Kreis Pinneberg)
In der Liste der Kulturdenkmale in Holm sind alle Kulturdenkmale der schleswig-holsteinischen Gemeinde Holm (Kreis Pinneberg) und ihrer Ortsteile aufgelistet (Stand: 10. März 2025).

## Legende
In den Spalten befinden sich folgende Informationen:
- Objekt-ID: die Nummer des Kulturdenkmales
- Lage: die Adresse des Kulturdenkmales und die geographischen Koordinaten. Kartenansicht, um Koordinaten zu setzen. In der Kartenansicht sind Kulturdenkmale ohne Koordinaten mit einem roten Marker dargestellt und können in der Karte gesetzt werden. Kulturdenkmale ohne Bild sind mit einem blauen Marker gekennzeichnet, Kulturdenkmale mit Bild mit einem grünen Marker.
- Offizielle Bezeichnung: Bezeichnung des Kulturdenkmales
- Beschreibung: die Beschreibung des Kulturdenkmales
- Bild: ein Bild des Kulturdenkmales

## Bauliche Anlagen
| Objekt-ID | Lage                                             | Offizielle Bezeichnung  | Beschreibung | Bild            |
| --------- | ------------------------------------------------ | ----------------------- | --- | --------------- |
| 24942     | Hetlinger Straße 19 (53° 37′ 13″ N, 9° 40′ 4″ O) | Hallenhaus „Haartjehof“ | Fachhallenhaus; 1842 (i), um 1900 erweitert; reetgedecktes Fachhallenhaus in Ziegelbauweise unter Satteldach mit Halbwalm und Eulengiebel, eingeschossiger, reetgedeckter Stallanbau mit Drempel unter flachem Satteldach; Hausbäume, Bauerngarten, Hofpflaster und Zufahrtstor - Begründung: geschichtlich, Kulturlandschaft prägend - Schutzumfang: Fachhallenhaus, Zufahrtstor, Hofpflaster, Bauerngarten, Hausbäume - Denkmaltyp: Bauliche Anlage | Fotos hochladen |

## Ehemalige Kulturdenkmale
Bis zum Inkrafttreten der Neufassung des schleswig-holsteinischen Denkmalschutzgesetzes am 30. Januar 2015 waren in der Gemeinde Holm nachfolgend aufgeführte Objekte als Kulturdenkmale gemäß §1 des alten Denkmalschutzgesetzes (DSchG SH 1996) geschützt:
| Objekt-ID | Lage                                         | Offizielle Bezeichnung | Beschreibung | Bild                             |
| --------- | -------------------------------------------- | ---------------------- | ------------ | -------------------------------- |
|           | An den Wischen (53° 37′ 35″ N, 9° 39′ 24″ O) | Drainage-Windrad       |              | weitere Fotos \| Fotos hochladen |